# Werticilioza pomidora

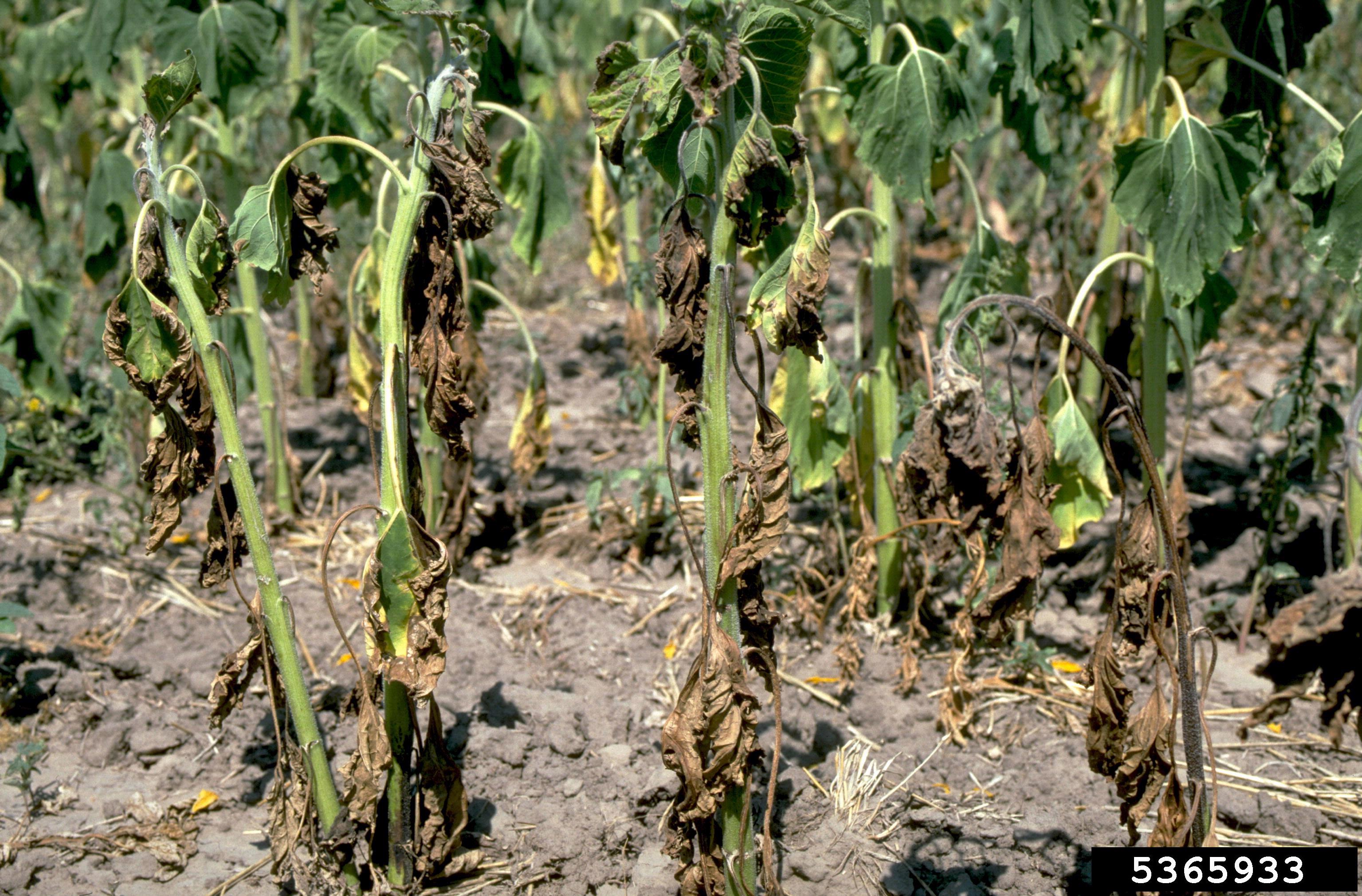
Słoneczniki porażone przez werticiliozę

Werticilioza pomidora – choroba pomidora zaliczana do grupy werticilioz. Wywołana jest przez grzyba Verticillium tricorpus oraz Verticillium dahliae.

## Występowanie i szkodliwość
Jest to bardzo groźna choroba pomidorów powodująca obumieranie całych roślin. Obecnie jednak w uprawie pod osłonami nie stanowi już problemu, udało się bowiem wyhodować odmiany odporne na tę chorobę. W 2016 r. wśród 150 odmian zarejestrowanych do uprawy pod osłonami tylko kilka jest nieodpornych na tę chorobę.

## Objawy
Patogen poraża system korzeniowy roślin. Rozwijające się w ich wiązkach przewodzących konidiofory i konidia patogenu powodują zatkanie wiązek, co skutkuje ograniczeniem przepływu wody z solami mineralnymi do pędu nadziemnego. Objawia się to więdnięciem i zamieraniem liści. Najpierw zamierają dolne liście, potem górne. Zazwyczaj  początkowo więdnięcie obejmuje tylko jedną stronę pędu, później jednak całą roślinę, która obumiera.

## Ochrona
Werticilioza to groźna choroba, której zasadniczo nie da się leczyć, można tylko jej zapobiegać. Uprawa odmian odpornych eliminuje chorobę.